# Coniglio alla ligure
Il coniglio alla ligure è un piatto tradizionale diffuso in tutta la Liguria.

## Descrizione
Il coniglio alla ligure rientra tra i PAT della regione Liguria e si prepara stufando e facendo saltare in padella della carne dell'animale a pezzi, sfumata con vino rosso o bianco tradizionali (ad esempio Vermentino o Rossese di Dolceacqua) con olive, pinoli, cipolle e aromi (timo, rosmarino, maggiorana, alloro e/o salvia). Nella ricetta originale, il fegato e la testa sono pestati e cotti a parte per estrarne il sugo. Viene a volte servito con un contorno di patate bollite o arrosto.
Il sugo può anche essere usato per condire la pasta.

## Varianti
Esistono diverse piccole varianti in tutta la regione. Ne sono un esempio quelle con i capperi e il coniglio alla sanremese o alla sanremasca, tipico del ponente ligure, dove figurano le noci.